# Canoagem nos Jogos Olímpicos de Verão de 2020 - Slalom C-1 feminino
A competição do slalom C-1 feminino da canoagem nos Jogos Olímpicos de Verão de 2020 ocorreu nos dias 28 e 29 de julho de 2021 no Centro de Canoagem Slalom Kasai, em Tóquio. Um total de 22 canoístas, cada um representando seu Comitê Olímpico Nacional (CON), participaram do evento.
Foi a estreia olímpica do evento e vencido por Jessica Fox, da Austrália, que já tinha três medalhas, todas no K-1: uma prata em 2012, e dois bronzes, um em 2016 e outro conquistado dois dias antes, no mesmo local. A britânica Mallory Franklin conquistou a prata e a alemã Andrea Herzog o bronze, no que foi a primeira medalha olímpica para ambas.

## Qualificação
Cada CON poderia qualificar apenas um barco no evento do slalom C-1 feminino. Um total de 17 vagas estavam disponíveis, alocadas conforme o seguinte:
- 1 vaga para o país-sede, Japão
- 11 vagas concedidas através do Campeonato Mundial de Canoagem Slalom de 2019
- 5 vagas concedidas através de torneios continentais, sendo 1 por continente

Cinco canoístas adicionais competiram por terem se classificado para o K-1 feminino, totalizando 22 inscritas.
As vagas de qualificação foram concedidas ao CON, não a canoísta que conquistou a vaga.

## Formato

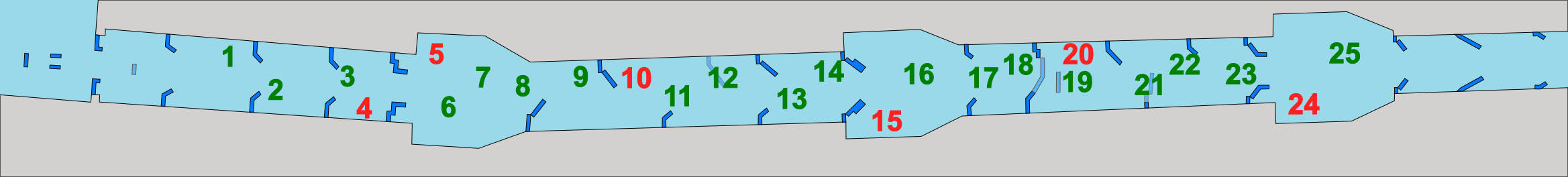
Posições das portas para as eliminatórias

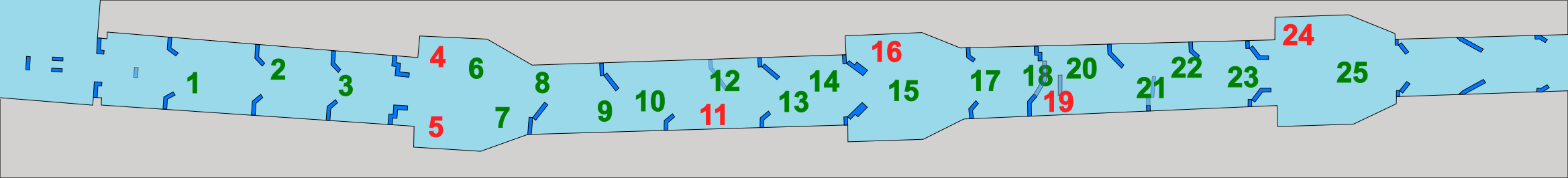
Posições das portas para a semifinal e final

As provas olímpicas da canoagem slalom utiliza um formato com três fases: eliminatórias, semifinal e final. Nas eliminatórias, cada canoísta tem duas descidas no percurso com o melhor tempo sendo considerado. As 18 melhores avançam à semifinal. Na semifinal, a canoísta tem uma única descida; as 10 melhores avançam à final. Os três melhores tempos na final em descida única conquistam as medalhas de ouro, prata e bronze, respectivamente.
O circuito tem extensão aproximada de 250 metros, com até 25 portões que o canoísta deve passar na direção correta. Penalidades de tempo são adicionadas para cada uma das infrações como passagem pelo lado errado ou toque no portão. As descidas geralmente duram 95 segundos.

## Calendário
Horário local (UTC+9)
| Dia         | Horário | Fase          |
| ----------- | ------- | ------------- |
| 28 de julho | 13:00   | Eliminatórias |
| 29 de julho | 14:00   | Semifinal     |
| 29 de julho | 15:45   | Final         |

## Medalhistas
| Ouro   | AUS Jessica Fox      |
| Prata  | GBR Mallory Franklin |
| Bronze | GER Andrea Herzog    |

## Resultados
O evento começou com as duas descidas eliminatórias em 28 de julho. No dia seguinte houve as disputas de semifinal e final.
| Medalha de ouro   | 1  | Jessica Fox        | AUS Austrália       | 109.96 | 4  | 110.93 | 4  | 109.96 | 5  | 110.59      | 0           | 1           | 105.04      | 0           | 1           |             |             |             |
| Medalha de prata  | 2  | Mallory Franklin   | GBR Grã-Bretanha    | 107.51 | 0  | 105.06 | 2  | 105.06 | 1  | 117.75      | 0           | 6           | 108.68      | 2           | 2           |             |             |             |
| Medalha de bronze | 4  | Andrea Herzog      | GER Alemanha        | 113.69 | 2  | 106.34 | 0  | 106.34 | 2  | 114.61      | 2           | 4           | 111.13      | 2           | 3           |             |             |             |
| 4                 | 14 | Marjorie Delassus  | FRA França          | 121.74 | 6  | 167.47 | 52 | 121.74 | 17 | 117.71      | 0           | 5           | 115.93      | 0           | 4           |             |             |             |
| 5                 | 5  | Nadine Weratschnig | AUT Áustria         | 112.47 | 0  | 115.56 | 2  | 112.47 | 6  | 119.69      | 0           | 7           | 119.41      | 2           | 5           |             |             |             |
| 6                 | 6  | Tereza Fišerová    | CZE República Checa | 110.45 | 2  | 109.16 | 0  | 109.16 | 3  | 113.23      | 0           | 2           | 120.99      | 4           | 6           |             |             |             |
| 7                 | 16 | Viktoriia Us       | UKR Ucrânia         | 123.97 | 2  | 119.05 | 0  | 119.05 | 15 | 122.12      | 2           | 9           | 124.85      | 2           | 7           |             |             |             |
| 8                 | 7  | Núria Vilarrubla   | ESP Espanha         | 118.03 | 2  | 121.00 | 8  | 118.03 | 13 | 119.99      | 2           | 8           | 127.33      | 4           | 8           |             |             |             |
| 9                 | 12 | Monika Škáchová    | SVK Eslováquia      | 125.65 | 2  | 116.85 | 2  | 116.85 | 12 | 124.87      | 2           | 10          | 129.39      | 6           | 9           |             |             |             |
| 10                | 3  | Ana Sátila         | BRA Brasil          | 120.56 | 4  | 109.90 | 2  | 109.90 | 4  | 114.27      | 0           | 3           | 164.71      | 52          | 10          |             |             |             |
| 11                | 8  | Mònica Dòria       | AND Andorra         | 113.78 | 2  | 119.69 | 4  | 113.78 | 9  | 128.32      | 6           | 11          | Não avançou | Não avançou | Não avançou |             |             |             |
| 12                | 15 | Alja Kozorog       | SLO Eslovênia       | 124.08 | 4  | 113.07 | 0  | 113.07 | 8  | 129.72      | 2           | 12          | Não avançou | Não avançou | Não avançou |             |             |             |
| 13                | 10 | Luuka Jones        | NZL Nova Zelândia   | 116.55 | 0  | 115.19 | 2  | 115.19 | 11 | 130.39      | 6           | 13          | Não avançou | Não avançou | Não avançou |             |             |             |
| 14                | 11 | Alsu Minazova      | ROC                 | 176.02 | 54 | 118.45 | 4  | 118.45 | 14 | 135.80      | 6           | 14          | Não avançou | Não avançou | Não avançou |             |             |             |
| 15                | 18 | Marta Bertoncelli  | ITA Itália          | 121.83 | 0  | 113.91 | 2  | 113.91 | 10 | 145.71      | 2           | 15          | Não avançou | Não avançou | Não avançou |             |             |             |
| 16                | 21 | Alena Marx         | SUI Suíça           | 120.12 | 2  | 150.84 | 4  | 120.12 | 16 | 163.09      | 6           | 16          | Não avançou | Não avançou | Não avançou |             |             |             |
| 17                | 13 | Chen Shi           | CHN China           | 127.36 | 2  | 124.15 | 0  | 124.05 | 18 | 164.99      | 12          | 17          | Não avançou | Não avançou | Não avançou |             |             |             |
| 18                | 9  | Evy Leibfarth      | USA Estados Unidos  | 115.55 | 2  | 113.06 | 0  | 113.06 | 7  | 183.32      | 50          | 18          | Não avançou | Não avançou | Não avançou | Não avançou | Não avançou | Não avançou |
| 19                | 17 | Aleksandra Stach   | POL Polônia         | 145.58 | 2  | 134.03 | 6  | 134.03 | 19 | Não avançou | Não avançou | Não avançou | Não avançou | Não avançou | Não avançou |             |             |             |
| 20                | 21 | Ayano Sato         | JPN Japão           | 161.77 | 8  | 151.03 | 10 | 151.03 | 20 | Não avançou | Não avançou | Não avançou | Não avançou | Não avançou | Não avançou |             |             |             |
| 21                | 22 | Jane Nicholas      | COK Ilhas Cook      | 151.95 | 6  | 205.74 | 62 | 151.95 | 21 | Não avançou | Não avançou | Não avançou | Não avançou | Não avançou | Não avançou |             |             |             |
| 22                | 19 | Haley Daniels      | CAN Canadá          | 152.98 | 8  | 191.00 | 56 | 152.98 | 22 | Não avançou | Não avançou | Não avançou | Não avançou | Não avançou | Não avançou |             |             |             |

Legenda
| Recorde mundial      | Recorde mundial (World record)               |                       | Recorde africano                      | Recorde africano (African) |                                           | Q | Classificado por posição (Qualified) |
| Recorde olímpico     | Recorde olímpico (Olympic record)            | Recorde da América    | Recorde da América (Americas)         | q                          | Classificado por melhor tempo (Qualified) |   |                                      |
| Melhor marca do ano  | Melhor marca do ano (World leading)          | Recorde asiático      | Recorde asiático (Asian)              | DNS                        | Não largou (Did not start)                |   |                                      |
| Recorde nacional     | Recorde nacional (National record)           | Recorde europeu       | Recorde europeu (European)            | DNF                        | Não terminou (Did not finish)             |   |                                      |
| Recorde pessoal      | Recorde pessoal do atleta (Personal best)    | Recorde da Oceania    | Recorde da Oceania (Oceania)          | DSQ / DQ                   | Desclassificado (Disqualified)            |   |                                      |
| Recorde da temporada | Recorde da temporada do atleta (Season best) | Recorde sul-americano | Recorde sul-americano (South America) | NM                         | Sem marca (No mark)                       |   |                                      |